# Ophiomastix koehleri
Ophiomastix koehleri är en ormstjärneart som beskrevs av Devaney 1977. Ophiomastix koehleri ingår i släktet Ophiomastix och familjen Ophiocomidae. Inga underarter finns listade i Catalogue of Life.